# Saint-Loup-de-Fribois
Pour les articles homonymes, voir Saint-Loup.
Saint-Loup-de-Fribois est une ancienne commune française du département du Calvados, dans la région Normandie, devenue le 1er janvier 2017 une commune déléguée au sein de la commune nouvelle de Belle Vie en Auge.
Saint-Loup-de-Fribois est peuplée de 180 habitants.

## Géographie

### Localisation
| Notre-Dame-d'Estrées-Corbon (comm. dél. de Notre-Dame-d'Estrées), Biéville-Quétiéville | Notre-Dame-d'Estrées-Corbon (comm. dél. de Notre-Dame-d'Estrées) | Crèvecœur-en-Auge               |
| Biéville-Quétiéville                                                                   | Saint-Loup-de-Fribois                                            | Notre-Dame-de-Livaye, Monteille |
| Biéville-Quétiéville, Le Mesnil-Mauger                                                 | Le Mesnil-Mauger                                                 | Monteille                       |

## Toponymie
Le nom de la localité est attesté sous les formes Sanctus Luppus en 1277, Canonici in ecclesia Sancte Marie de Friebois en 1285, Sanctus Lupus de Fribois au XIVe siècle, prioratus de Fribosco au XVIe siècle, Saint Loup de Frébois en 1586,.
L'hagiotoponyme Saint-Loup fait référence à Loup de Bayeux.
Le gentilé est Friboisien.

## Politique et administration
| Période                                  | Période  | Identité        | Étiquette | Qualité  |
| ---------------------------------------- | -------- | --------------- | --------- | -------- |
| 1971                                     | En cours | Philippe Meslon | SE        | Fromager |
| Les données manquantes sont à compléter. |          |                 |           |          |

Le conseil municipal est composé de onze membres dont le maire et deux adjoints.

## Population et société

### Démographie
En 2021, la commune comptait 180 habitants. Depuis 2004, les enquêtes de recensement dans les communes de moins de 10 000 habitants ont lieu tous les cinq ans (en 2004, 2009, 2014, etc. pour Saint-Loup-de-Fribois) et les chiffres de population municipale légale des autres années sont des estimations.
Saint-Loup-de-Fribois a compté jusqu'à 354 habitants en 1866.
| 1793 | 1800 | 1806 | 1821 | 1831 | 1836 | 1841 | 1846 | 1851 |
| ---- | ---- | ---- | ---- | ---- | ---- | ---- | ---- | ---- |
| 273  | 234  | 222  | 191  | 164  | 203  | 181  | 194  | 212  |

| 1856 | 1861 | 1866 | 1872 | 1876 | 1881 | 1886 | 1891 | 1896 |
| ---- | ---- | ---- | ---- | ---- | ---- | ---- | ---- | ---- |
| 212  | 271  | 354  | 264  | 184  | 188  | 221  | 194  | 177  |

| 1901 | 1906 | 1911 | 1921 | 1926 | 1931 | 1936 | 1946 | 1954 |
| ---- | ---- | ---- | ---- | ---- | ---- | ---- | ---- | ---- |
| 168  | 170  | 178  | 199  | 204  | 202  | 215  | 200  | 206  |

| 1962 | 1968 | 1975 | 1982 | 1990 | 1999 | 2004 | 2009 | 2014 |
| ---- | ---- | ---- | ---- | ---- | ---- | ---- | ---- | ---- |
| 189  | 170  | 153  | 161  | 141  | 178  | 199  | 186  | 180  |

| 2018 | - | - | - | - | - | - | - | - |
| ---- | - | - | - | - | - | - | - | - |
| 177  | - | - | - | - | - | - | - | - |

## Culture locale et patrimoine

### Lieux et monuments
- Manoir de Saint-Loup-de-Fribois (XVe siècle), inscrit au titre des Monuments historiques[13].
- Église Saint-Vigor du XIIIe siècle, remaniée. Elle est commune aux paroissiens de Saint-Loup et de Crèvecœur-en-Auge depuis la destruction de l'église de Crèvecœur sous la Révolution.
- Fromagerie Meslon, créée vers 1895 par Alphonse Lebret[14], arrière-petit-fils de Marie Harel[15], à partir d'une ancienne filature de lin qui avait elle-même succédé à un moulin à blé vers 1863.